# Филипп V Македонский
Филипп V (238—179 годы до н. э.) — сын Деметрия II, с 221 года до н. э. царь Македонии.

## Филипп в Союзнической войне
В 220 году до н. э. македоняне были вовлечены в Союзническую войну (220—217 годов до н. э.), которую совместно с ахейцами вели в Греции против этолийцев. Зимой 218 года до н. э. во главе 15-тысячной армии Филипп V вторгся на Пелопоннес и провёл ряд успешных операций против этолийцев, элейцев и спартанцев.
Летом того же года македоняне высадились в Этолии и разграбили центр Этолийского союза — город Ферм.

## Первая Македонская война
Во время осады Фтиотидских Фив в 217 году до н. э. Филипп V получил известие о поражении римлян от Ганнибала у Тразименского озера. Он немедленно заключил мир с этолийцами, чтобы вмешаться в борьбу с римлянами за иллирийские владения. В 216 году до н. э. македонский флот попытался захватить Аполлонию. В следующем году Филипп V заключил антиримский договор с Ганнибалом. Летом 214 года до н. э. македонский флот из 120 кораблей снова появился у побережья Иллирии. Город Орик был захвачен, а Аполлония взята в осаду. Римский претор Марк Валерий Левин внезапным ударом освободил Орик и заставил Филиппа V спасаться бегством. Эти события стали началом I Македонской войны, в которой на стороне Рима против Филиппа V сражались Этолийский союз, Пергамское царство, Спарта и Элида.
В 213 году до н. э. войска Филиппа V успешно действовали в Иллирии, в 209 году до н. э. он пришёл на помощь ахейцам на Пелопоннесе, а в 207 году до н. э. совершил поход в Этолию и снова разгромил Ферм. Покинутые римлянами этолийцы не могли долго сопротивляться и в 205 году до н. э. заключили мирный договор. Вскоре римляне последовали их примеру.

## Экспансия в Эгейском море
В 202 году до н. э. Филипп V заключил договор с Антиохом III. Целью договора был раздел египетских владений. Филипп V захватил принадлежавшие Птолемею V Эпифану греческие города во Фракии и в районе Геллеспонта и Пропонтиды. Родосцы объявили ему войну; немного позже к ним присоединился пергамский царь Аттал I. В 201 году до н. э. македоняне разбили корабли союзников в битве при острове Лада. Филипп V ворвался в Пергам и опустошил его земли. Летом того же года родосцы разгромили его флот у Хиоса.

## Вторая Македонская война

Юг Балканского полуострова в 200 году до н. э.

Оставив в Карии часть своей армии, Филипп V в 200 году до н. э. вернулся в Македонию. Здесь его ожидало римское посольство, объявившее ему войну. В сентябре 199 года до н. э. к антимакедонской коалиции присоединился Этолийский союз. В июне 198 года до н. э. консул Тит Фламинин прорвал оборону македонян на реке Аой и вступил в Фессалию. В октябре на сторону римлян стал Ахейский союз. Филипп V оказался в одиночестве. В июне 197 года до н. э. он потерпел поражение у Киноскефал и запросил у римлян мира.
Римский сенат удовлетворил его просьбу. По условиям мирного договора Филипп V потерял владения в Греции, Карии и в зоне проливов; он должен был сдать свой флот и уплатить контрибуцию.

## Союз с Римом
В 191 году до н. э. Филипп V содействовал римлянам в их войне с Антиохом III. В 185 году до н. э. он предпринял поход против одрисов и захватил Филиппополь во Фракии. Во время подготовки похода против дарданов в 179 году до н. э. Филипп V умер.

## Личность Филиппа V
В древнегреческой и древнеримской литературе (Полибий, Тит Ливий) Филиппа V представляют как жестокого и вероломного человека, вызывавшего ненависть всей Эллады, а в конце жизни — снедаемым ненавистью, жестокостью и подозрительностью. Эту оценку следует воспринимать с осторожностью, так как она высказана писателями, изначально враждебно относившимся к Македонии и её царям в целом, и к Филиппу V в частности. Македония для Греции оставалась «империей зла», хотя Филипп V и предшествовавший ему Антигон III Досон придерживались качественно иной политики по отношению к Греции, уважавшей независимость её полисов и союзов.
Филипп V уже с первых лет царствования показал себя опытным дипломатом и умелым полководцем. Об этом свидетельствует его взвешенная политика в Союзническую войну, а также блестящие действия как военачальника во время походов в Этолию и Пелопоннес в 219—218 годах до н. э. Филипп V аккуратно выполнял пункты договора Эллинского союза, уважал независимость государств Эллинского союза и, как его гегемон, старался поддерживать всеобщий мир. Даже в ходе войн Филипп V проявлял сдержанность и снисхождение к побеждённым. По своим талантам он встаёт в один ряд с такими выдающимися македонскими царями, как Филипп II и Александр Македонский, примеру которых он подражал.
Но Филипп V жил уже в совершенно другую эпоху, когда на смену стареющим эллинистическим государствам Восточного Средиземноморья пришёл агрессивный Рим. Македония была первым эллинистическим государством, столкнувшимся с Римом, и не имела примера борьбы с римлянами, а Филипп V слишком поздно понял огромную угрозу, исходившую от римлян. Из-за этого он проиграл дипломатическую войну с Римом, что и предопределило его военное поражение.